# Дошљаци
Дошљаци први је роман српског писца реализма Милутина Ускоковића објављен 1910. године. Овај роман је поздрављен као догађај у српској књижевности јер у себи носи доживљај света и живота. У њему је писац врло реалистично приказао животе и судбине младих људи који су дошли у велики град како би пронашли своје место. У средишту романа је љубавна прича протагониста Милоша и Зорке.

## Заплет
Дошљаци су роман о етици пораза и откривању и сазнавању самог себе, то је роман о сагледавању свог стварног идентитета, и његове зависности од народне и општељудске егзистенције. Главно лице романа није Милош Кремић, као дошљак, нити непознати дошљаци обухваћени насловом, него вечити ток животних неизвесности и страха, моћи и немоћи. Главно лице романа јесте сурова борба за опстанак, људска свест и њено трагично развијање. 
Главни јунак Дошљака, Милош Кремић, има многе Ускоковићеве црте. И Кремић и Ускоковић су у Београду “дошљаци” и родом из једне пропале ужичке трговачке куће. Обојица су из Ужица у Београд дошли пешице. Обојица су правници. Кремић је, као и Ускоковић, стекао лепо име у “нашој књижевности”. Обојица су новинари. И један и други осећају силну жудњу да се отисну у неки други, културнији свет. Обојица, и Кремић и Ускоковић, имају претежно морални а не идејни приступ средини у којој живе, с којом се не слажу и којој не могу да се прилагоде. Своје незадовољство Ускоковић је пренео на Кремића. Кремићево незадовољство извире из његове урођене или стечене, свеједно, преосетљивости, из његове меке неотпорне природе. Кремић је у Београд дошао из паланке и сиротиње и стално сања о приликама и односима који не представљају нормалу у Београду. Он нема снаге да живот прими онакав какав је и да се у таквом животу бори. Њему стално изгледа да други пролазе боље од њега и он пати због неправде која му се чини, осећајући је скоро као некакво судбинско проклетство од кога не може да побегне и које се свом тежином сручило управо на њега. Кремића власник Препорода изузетно цени, али му не допушта да не слуша његове савете. И теза “дошљака” је плод претеране осетљивости. Несналажење “дошљака” није, социолошки говорећи, појава Ускоковићевог времена. Београд је, и онда и раније, био препун успелих дошљака. Дошљаци су, чак, врло брзо хватали корак са Београђанима по рођењу и старини и град се стално мењао. Кремић доживљава животни бродолом из разлога који су првенствено психолошки, зато што је неприлагодљив у једном друштву, зато што је неодлучан, а после и зато што стално осећа кривицу за Зоркину трагичну судбину јер је, као и у свему, био колебљив.
| „ | Ја сам дошљак. Остало је као и пре неколико година, кад сам дошао у београдску гимназију и кас су нас из унутрашњости одвојили у засебне клупе: ви, дошљаци, да видимо шта ви знате! | ” |

## Књижевни детаљи

### Веза са Тургењевим
Слабошћу воље и одсуством упорности не само у личном него и у друштвеном контексту својих расположења и схватања Кремић, макар и издалека, подсећа на јунаке Тургењева, на Руђина чије име носи роман и на Лаврецког из Племићког гнезда, на једну варијанту Сувишних људи, којима је обиловала руска књижевност деветнаестог века. Разликује их, само, друштвено порекло; Тургењеви безвољници су дошли из племићких кућа, Ускоковићев Кремић је из пострадале трговачке породице, као и његов аутор.

### Чедомир Илић и Милош Кремић
Чедомир Илић јунак је другог Ускоковићевог романа са истим називом. И он пати од сличног осећања сувишности. Однос Илићев и Кремићев према општим збивањима је врло сличан. Обојица виде зло. Интровертни, неборбени, и један и други осећају друштвену неправду као судбину од које се не може побећи. Кремић после бродолома бежи из туђе велике средине у “своју” малу средину. Илић се убија зато што је и сопственом трагичном кривицом замрсио путеве свог интимног живота. Нестабилност Кремићева и Илићева огледа се и у љубави. Ниједан ни други жене, с којима су се упустили у љубавну игру, као да не воле истинском љубављу. Чедомир Илић је и основном идејом и општом атмосфером у којој се збива на неки начин двојник Дошљацима. Ипак, женски ликови нису слични. Вишња је студенткиња и врло млада, насупрот Зорки која није ни једно ни друго.
Кремић није смео да учини оно што не одговара обичајима средине, Илић трпи зато што је учинио оно што управо одговара обичајима средине. Кремић је хтео да побегне од Зорке и тиме је изазвао њену смрт, тако је и Илић хтео да побегне од Беле и да се врати Вишњи, а кад га она није прихватила, одлучио се на самоубиство.

### Однос Милош Кремић и Зорка
Однос Зорка - Милош је обрађен и као психолошки и као морални проблем. Разлика у годинама као сметња љубави се провлачи кроз цео роман. Пред крај романа она више подсећа на Кремићеву мајку која га теши и не допушта му да клоне него на љубавницу која брани своја права. У целом роману нема ниједне сцене која би показала пламен љубави. Али је зато пуно сцена у којима љубљвници утиру сузе једно другом. Зорка и Милош живе заједно у њеном стану насупрот моралу своје околине. Обоје осећају да не могу једно без другог и остају заједно, свако са својим страхом од раскида. Ту психологију љубави млади Ускоковић је развијао модерније него његови претходници у литератури и онје, са својих двадесет пет година, отварао путеве једног књижевног рода.

### Београдски роман
Појавом Дошљака српска књижевност, сматрало се, добила је роман градске средине, београдски роман. Београд је, тада, био једино урбанизовано место у Србији. Сви други њени градови су имали сеоска и паланачка обележја. И изглед, и људи у Београду, и његова привреда, и интелектуални живот, нарочито, приближавали су Београд оном појму који се називао Европом. Из такве атмосфере родили су се покушаји београдског романа. Међу њима је романсијерско дело Милутина Ускоковића било најдаровитије и давало наде да ће српска књижевност, у којој је лирика достигла висок ступањ, добити роман сложенијих људских односа у друштвеном оквиру.

## Друштвене промене у Србији
Силаском династије Обреновића са историјске позорнице читав друштвени систем у Србији добио је нови полет. Учвршћавала се грађанска демократија са уставношћу и парламентаризмом, развила се трговина, увишестручавала се индустрија. Али су, истовремено, нарасле и друштвене противречности и борба за слободу мисли је добила видове који су, до тада, били непознати у јавном животу Србије. Почетак 20. века био је обележен јавним манифестацијама преласка у модерније друштво које су надахњивале романсијера Милутина Ускоковића.

## Ликови
- Милош Кремић, главни јунак, новинар, писац и песник
- Зорка, велика љубав Милошева
- Госпа Селена, Зоркина мајка
- Богдан Васић, новинар Препорода, Милошев пријатељ
- Драгутин Ранковић, студент француског језика и литературе, Милошев пријатељ
- Љубица Захарић, Зоркина пријатељица
- Господин Стајић, уредник Препорода

## РоманиДошљацииЧедомир Илић
Иако љубавни романи, ова два дела су и друштвени романи. Они сликају друштво једног времена и личност која би хтела да му се супротстави, али је немођна и без ослонца. Ускоковићеви јунаци су студентска сиротиња и они нас воде на периферију с њеним дугачким авлијама и скромним собичцима. Од њих не можемо ни очекивати да нам отворе врата оног грамзивог Београда који је, бездушно стичући и сводећи живот на борбу за богатство и власт, изазивао зловољу, потиштеност и песимизам у младим Кремићима и Илићима.

## Скерлићево тумачењеДошљака
| „ | Оно што се десило дошљаку Милошу Кремићу у Београду, могло се десити и ма ком Београђанину, штавише, и сваком човеку свију времена, свију народа и сталежа, на свим тачкама наше планете. | ” |